# Ita Saks
Ita Saks (3 de dezembro de 1921 em Valga - 23 de março de 2003) foi uma tradutora e publicitária estoniana. Ela é conhecida principalmente pelas suas traduções do idioma letão para o idioma estoniano.
Entre 1950 e 1956 ela estudou filologia da Estónia na Universidade de Tartu.
Prémios:
- Prémio Andrejs Upīts de 1986[1]
- Ordem das Três Estrelas de 1997[1]
- Ordem da Estrela Branca de 2001, V classe[2]